# زغبة صامتة
زغبة صامتة (الاسم العلمي: Graphiurus surdus) (بالإنجليزية: Silent dormouse)‏ هو نوع من الثدييات يتبع جنس الزغبة الأفريقية من فصيلة الزغبات.